# Halo 3
『ヘイロー 3』（Halo 3）は、マイクロソフトより発売されたXbox 360用のゲームソフトである。旧作と同様に開発はバンジースタジオが担当している。
本作は『Halo: Combat Evolved』、『Halo 2』に続くヘイローシリーズの3作目。本作をもって「オリジナル・トリロジー」が完結することとなる。
キャッチコピーは「Finish the Fight」（「ケリをつける時が来た」）と「Believe」（「ビリーヴ」）。
日本でのキャッチコピーは「BELIEVE それは、未来を信じる事。ヒーローを信じ抜く事」。

## 概要

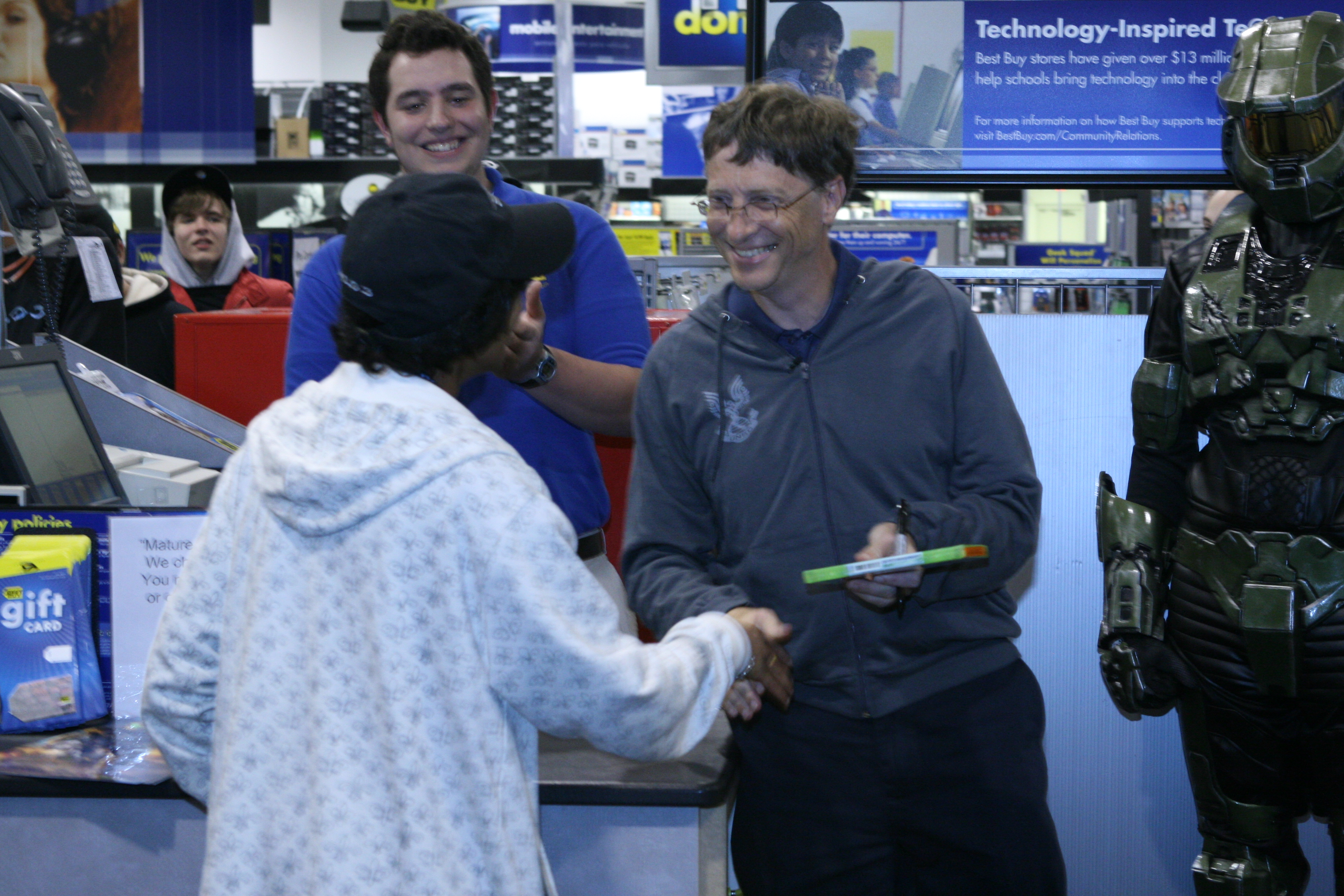
シアトルにて自ら『Halo 3』の販売をするビル・ゲイツとマスターチーフ。

『Halo 3』の発売に先駆け、Xbox 360 Halo 3スペシャル・エディションが発売されており、日本でも発売された。Xbox 360本体、コントローラー、ハードディスク、ヘッドセットが『Halo 3』バージョンとなっており、他にD端子、HD AVケーブル、LANケーブル、ACアダプター、『Halo 3』ゲーマーアイコンとテーマご利用コード、取扱説明書と単三乾電池2本が付属する。
今回も『Halo 2』同様に初回限定の『Halo 3 リミテッド・エディション』（Halo 3：Limited Collector's Edition）が発売される。メタルケース仕様で、特典映像を収録した360用ディスクと別冊付録が付属する。『Halo 3：リミテッド・エディション』の内容は以下のようなものが含まれている。
リファンレスブック
各種族の生態系や社会構造、テクノロジーについての紹介が描かれている。豪華ハードカバー仕様。
ボーナス ディスク（特典DVD）
開発者による解説や、完成までの道のり、舞台裏などが紹介される『メイキング・オブ・ヘイロー3』、マルチプレイの魅力を紹介する『ショートムービー』、ゲーマーアイコンやコンセプト・アートを収録した『ボーナスコンテンツ』、ミニゲームの『ワートホグ・ロンチ』から成る。
また、日本以外の国では上記の限定版の内容に加えマスターチーフのヘルメット型ディスクケースとLegendary DVDが同梱された『ヘイロー3：レジェンダリー・エディション』（Halo 3 Legendary Edition）も発売された。他にはワイヤレスヘッドセットとワイヤレスコントローラーの『Halo 3』バージョンがリリースされている。イラストはトッド・マクファーレンによるもの。
北米では2007年9月25日、発売開始された深夜零時から24時間の間で1億7000万ドルの売り上げを記録。Xbox 360の売り上げを爆発的に向上させる起爆剤となる。
結果、『Halo 3』はXbox 360でもっとも注目と期待を集め、発売された2007年までのXbox 360ソフトでは全世界で最も売れたゲームソフトとなった（Xbox 360が生産中止になった2016年までの全世界累計売上ランキングでは、約1212万本で7位）。なお、『Halo 3』までの全世界シリーズ累計は2,480万本となっている。
マルチプレイヤー機能全般はHalo Reach、Halo 4とともに2022年1月13日をもってサービスが終了したため、その後はHalo The Master Chief Collection上のマルチプレイ機能を利用することが推奨される。

### ゲーム・システム

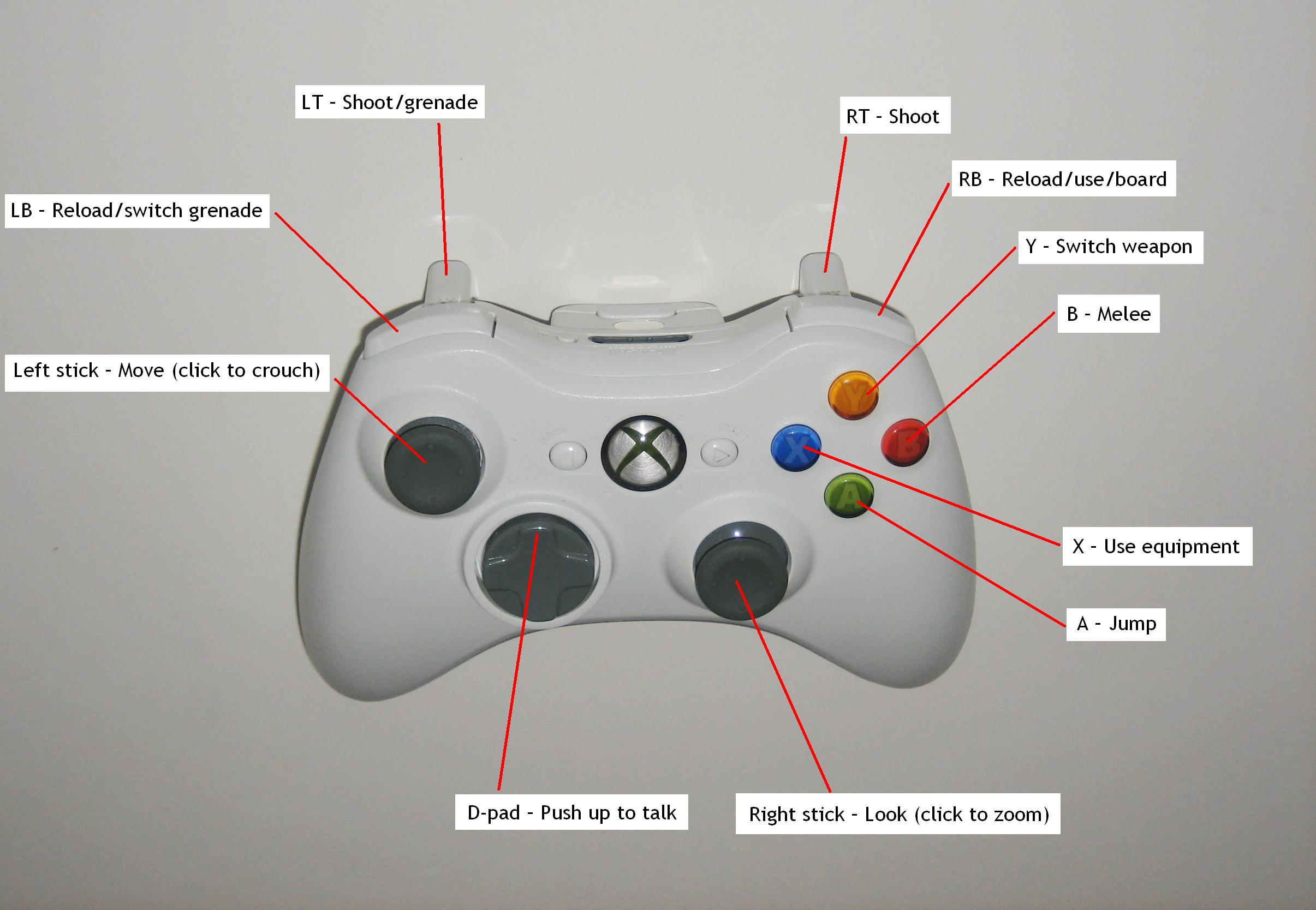
コントローラーの扱い方。基本操作は以前のシリーズと大差なく、変更されたのはRBでアクション、Xでアイテムの使用という部分のみである。

HALOはファーストパーソン・シューティングゲーム（FPS）であり、プレイヤーは主人公である“マスター・チーフ” と一体化してゲームを進めていく。ゲーム画面はチーフが着用するパワード・スーツのヘッドアップディスプレイ（HUD）の視点で進行し、そこには照準とモーション・トラッカーと呼ばれるレーダー。そして使用する武器と手榴弾の残弾数。攻撃を受けた場合はその方角。そして状況に応じたシステム・メッセージが表示される。
FPSというゲーム上、大体攻撃には銃火器を使用する。チーフは2種類まで武器を持つことが可能で、それらの武器はステージ中で拾うか、敵から奪う。あるいは味方と交換をすることによって入手することが出来る。なお、サブ・マシンガンなどの小型で片手持ちが可能な武器に関しては両手に装備することが可能で（いわゆる二丁拳銃）、その際は最大3丁の武器を携帯することが可能である。
武器のほかには戦車、ジープ、戦闘機などの乗り物が登場し、それらに乗ってゲームを進めていくこともある。ただし、乗り物は一人で乗っても力を発揮しないものが存在し、シングルプレイであれば味方の海兵隊と。マルチプレイであれば他のプレイヤーと乗ることが鍵となる。また、『Halo 2』以降からは敵の操縦する乗り物を強奪することが可能となっており、今回も同様である。
この作品はマルチリージョンに対応しており、言語切り替え機能も搭載されているが、日本版ではすべての台詞が日本語で固定される。
このように、基本システムはこれまでのHALOシリーズを引き継いだ形となっている。
　また、ゲームのリプレイを三人称視点で任意の角度から観賞できるシアターモード、マルチプレイ用マップを自由にカスタマイズできるFORGEモードなども搭載されている。
変更、更新された部分として以下の点が挙げられる。
スコア制度の追加シューティングゲームとしては基本的だが、『Halo 3』はスコアアタックが可能となっている。敵を撃破すると特典加算。自分が倒されたり味方を殺害すると減点。ヘッドショット（後頭部。急所への射撃）、同時撃破などで更に加算など他多数。
キャンペーンの4人同時プレイ。今回は4人までキャンペーンに参加できるようになった（ただしXbox Liveによるオンラインか、システム・リンク限定）。

## キャンペーン・モード
キャンペーン・モードは本作の核であり、プレイヤーはマスターチーフとなってストーリーを進めてゆく。各レベルは難度や各レベルごとに誤差があるものの、大体は30分〜1時間ほどでクリアすることが可能。また、ステージの要所要所にはチェックポイントが設けられており、ミスをしても何度でもそこからやり直すことが出来る。

### レベル一覧
アライバル（Arrival）衝撃に備える（Brace for Impact）
シエラ117（Sierra 117）戦闘を開始する（Rise up. Start the Fight）
クロウズネスト（Crow's Nest）脱出ルートを確保する（Clear the Base, Whatever it Takes.）
サボハイウェイ（Tsavo Highway）ヴォイの街を目指す（Mount up. Get to Voi）
ストーム（The Storm）街を取り戻し突破口を開く（Reclaim the City. Make a Hole）
フラッドゲート（Flood Gate）フラッドの拡散を阻止しコルタナを見つけ出す（Stop the Infestation. Find Cortana）
アーク（The Ark）カートグラファーを見つけ出す（Search the Waste for the Cartographer）
コヴナント（The Covenant）バリアを解除し預言者の野望を阻止する（Breach the Barrier. Stop Truth）
コルタナ（Cortana）ハイチャリティを浄化しコルタナを救出する（Cleanse High Charity. Save Cortana）
ヘイロー（HALO）ヘイローを起動しフラッドを葬り去る（Light the ring. Destroy the Flood）

## これまでのあらすじ

### 序章
26世紀。人類の科学は飛躍的に進歩し、光の速さより早いワープ、「光速移動」と呼ばれることが可能になった。人類は太陽系外部へと進出し、地球外にいくつもの殖民地を設けた。太陽系外進出の過程で、「リーチ」と「ヤード」と呼ばれる惑星は人類の交通要所となった。惑星「リーチ」と「ヤード」は民間・軍用共に大規模で本格的な造船所が存在し、他の施設も充実する「第二の地球」ともいえる惑星であった。
2525年。「未知の勢力と遭遇した」との連絡を最後に、遠方の植民地惑星「ハーベスト」から連絡が途絶える。これを調査するため、UNSC（地球軍）はハーベストに戦闘部隊を送り込む。だが、惑星ハーベストから帰還したのは大破し撃沈寸前のUNSC艦1隻のみで、傍受した通信から相手は「コヴナント」と称し、「人類の存在は神への冒涜である」と、聖戦を布告してきたのだった。これが、人類とコヴナントのファースト・コンタクトとなる。
2550年代。コヴナントの圧倒的軍事力により、人類は25年の間に多くの植民地が滅ぼされる。これに危機感を抱いたUNSCの艦隊司令官プレストン・コールは「いかなる宇宙船も地球に接近させてはならない」という『コール議定書』を確定させる。一方で人類はコヴナントに対抗するための特殊部隊「Spartan」を組織。これらの特殊部隊をコヴナントの本拠地に送り込み、直接コヴナントの指導者を捕獲するという作戦が準備されていた。その間にもコヴナントは進撃を続け、2552年には惑星リーチに手をかけようとしていた……。

### アルファ・ヘイローの戦い
ある日、スリップスペース（いわゆるワープ）から300隻以上のコヴナント艦隊が惑星リーチ周辺に出現。それはSpartan部隊をコヴナントの本拠地に送り込み、指導者である預言者の捕獲任務が実行される二日前のことであった。
コヴナント軍による惑星リーチへの攻撃が惨状を極め、現地の戦力もほぼ全滅しUNSCは惑星リーチの放棄を始める。同惑星で戦闘に参加していたマスターチーフは「戦艦オータム」に搭乗してリーチを脱出。オータム号の艦長である「ジェイコヴ・キース」はそのまま地球とは別方向に舵を取り、自らがおとりとなってコヴナントを地球から遠ざけようとする……。
そしておとりとしての逃走を続けるうちに、キース艦長の戦艦オータム号は謎に包まれたリング形状の惑星「ヘイロー」を発見する。マスターチーフや海兵隊たちはそこでコヴナントと闘い続けるうちに「ヘイローの正体」を知ることとなるのであった。

### デルタ・ヘイローの戦い
マスターチーフらの活躍により、全宇宙上に存在する知的生命体の存亡を脅かす究極の兵器「HALO」（ヘイロー）は跡形も無く破壊された。しかし、コヴナントの地球侵略は目の前のものとなっており、マスターチーフはジョンソン軍曹と共に地球に帰還。地球防衛プラットフォームである「ステーション・カイロ」にて新装備の受領とセレモニーに出向くが、彼らの帰還後まもなくコヴナントの地球侵攻が始まる。
マスターチーフらは地球に降下したコヴナント軍を退けるため、その団体の指揮官である「預言者」の確保を目指すが、預言者の船はワープで逃走を開始してしまう。チーフを乗せた地球軍のフリゲート艦の艦長であるミランダ・キース中佐はすぐさま預言者の船の追跡を開始。その過程で宇宙の彼方にあるリング形状の惑星ヘイローを発見する。ヘイローはひとつだけではなく、他にも多数のヘイローが存在した。
それらのヘイローをすべて発動させることにより、「大いなる旅立ち」、いわゆる救済への道が開かれると確信するコヴナントは、預言者を追跡してきた地球軍やフラッドの妨害を受けつつも、インデックスを入手し残るすべてのヘイローを待機状態に移行させることに成功する。
マスターチーフは 「大いなる旅立ち」、つまり全宇宙の生命体を絶滅させる引き金を引かせないために、預言者を追跡しフォアランナーの古の船に乗り込み、預言者と共に地球へと帰還した。

### 終章
フラッドの拡散、悪魔ことマスターチーフの出現等、予期せぬことに遭遇しつつも、預言者は遂に待望の「大いなる旅立ち」の最終段階にまでたどり着く。しかし、一部のコヴナントが「大いなる旅立ち」の真相を知り、その結果コヴナントで内乱が発生。そしてエリート族のアービターは人類と手を組むことを決断した。
一方、UNSCは月面での決戦で敗北。艦隊を失った結果、地球の防衛ラインを失ってしまい、コヴナントは地球を占領。そして彼らは長年探していた 「総て（すべて）のヘイロー」を遠隔操作する「鍵」の発掘を開始した。コヴナントが求める「大いなる旅立ち」への切符の所在は他のどの惑星でもなく、人類の母星である地球に存在したのであった。その鍵の捜索の過程でコヴナントの地球蹂躙は本格化し、人類の滅亡は時間の問題となっていた。
だが、まだ人類にチャンスは残されていた。コヴナントの調停者であるアービターとその同胞であるサンヘイリ（エリート）族が人類との一時的軍事同盟を希望し、共に真実の預言者を打倒しようという。そして更に、その真実の預言者は現在人類の目と鼻の先である地球のケニアにあるニュー・モンバサにある遺跡に居るという。また、同時期にスパルタン117：マスターチーフがUNSCの元に帰還。そこでUNSCはモンバサに総攻撃を仕掛け、真実の預言者の野望を阻止するため最後の作戦を開始するのだった。
ついに、ケリをつける時が来たのである。
マスターチーフとアービターは、幾多の死闘を乗り越え、真実の預言者のいる場所「アーク」に辿りつく。そこは全てのHALOを遠隔操作できるシステムの存在する場所だった。ブルートたちに捕らわれたジョンソンを助けるべく、果敢にもアーク内部に強行突入するミランダ・キース中佐。しかし彼女は真実の預言者の凶弾に倒れてしまう。その直後に現れたチーフによりアークは機能を停止。「大いなる旅立ち」は直前で阻止され、真実の預言者もアービターにより刺殺された。預言者の死体をかなぐり捨て、雄叫びをあげるアービター。勝利の余韻に浸る間もなく、大量のフラッド達が襲撃してくる。
コヴナントの本拠地ハイチャリティにたどり着いたチーフは、『Halo 2』にてそこに取り残されていたコルタナを助け出す。
進化したフラッドの執拗な妨害に苦戦しつつも、チーフはフラッドに占拠されたハイチャリティを破壊することに成功する。彼はアービター、コルタナと共にヘイローへと向かった。それはかつてチーフが破壊したヘイロー「Installation 04」の代理品であった。このヘイローは現在、完全に起動できる状態ではない。今これを使えば、全宇宙の知的生命体を根絶させずに、フラッドだけを葬ることが出来る。
フラッドを葬るべく、不完全な状態のままのヘイローを起動させようとするチーフとジョンソン。しかしモニターはそれを許さなかった。モニターに撃たれ瀕死のジョンソンから受け取ったスパルタンレーザーでモニターを破壊するチーフ。静かに息を引き取ったジョンソンを後に、チーフ、コルタナ、アービターの3人はワートホグで宇宙船に乗り込み脱出。しかし宇宙船は破損し、船内後部にいたチーフとコルタナは宇宙空間に取り残され、操縦席にいたアービターだけが地球へと帰還した。
長きに渡るコヴナントと人類の不毛な戦争は終わりを告げた。戦没者達の葬儀がフッド提督により厳かに行われる。UNSCの間では、チーフは「名誉の戦死」を遂げたと見なされていた。アービターと握手を交わし、「奴の死は、未だに信じがたい」と感慨深げに語るフッド提督。アービターはチーフのコードネーム「117」を慰霊碑に刻み、他のエリート族と共に故郷へと帰ってゆく。
一方その頃、宇宙船に取り残されたチーフは、コルタナに「何かあったら起こしてくれ」と冷凍睡眠に入るのだった。

## 主要な登場人物
Spartan-117 マスター・チーフ（Master Chief Petty Officer John-117)）本作の主人公であるプレイヤー・キャラクター。
既に壊滅した特殊部隊 "Spartan-II Project" （スパルタン-II・プロジェクトまたはスパルタン計画）の唯一の生き残りで、ありとあらゆる武器と兵器の知識を備え、戦闘に関しては並ぶ者がいないほどの実力を有する。圧倒的な戦闘能力と数々の実績を持つチーフは、実質上「人類最後の希望」といえる。
かつては「惑星リーチ」にて他大勢のSpartanと在住していたが、リーチが破壊されたことにより唯一の生き残りとなる。しかしながら一般的にSpartanは惑星リーチで全滅したとされており、アルファ・ヘイローでの戦いを終え、地球に帰還した際は多くの兵士たちを驚かせた。
スパルタンは通常の人間よりも高い戦闘能力を持ち、これまでコヴナント側に甚大な被害を出してきたことから、畏怖の意を込めて「悪魔」（The Demon）と呼ばれるようになる。今作での「シエラ117」というコードネームは「Spartan-117」の頭文字である「S」のフォネティックコードにあたる。
マスターチーフという呼び方は、彼の階級であるマスターチーフペティーオフィサー（最先任上級兵曹長）からきているものであり、正式な呼び名ではない。本名＋認識番号であるジョン-117という方が正しいが、スパルタンの情報はそのほとんどが機密扱いとされており、本名を知る者はごく限られているため一般的にはマスターチーフとして広まっている。
エンディングではUNSCに戦死したと見なされたが、宇宙船の残骸の中で存命していた。
コルタナ（UNSC AI number 0452-9, Cortana）高度な知能をもつAI。ホログラムにより具現化することも出来る。
マスターチーフと並んで出番の多いキャラクターであり、これまでの出来事によって二人の間には明らかに強力な絆が生まれている。そんなコルタナはマスターチーフの精神の一部といっても過言ではなく、前作『Halo 2』で別れて以降、彼女の身を案じるチーフの前に幻覚として何度も登場する。この際の台詞の一部は、彼女の開発者であるキャサリン・ハルゼイ博士の、小説版『Halo: The Fall of Reach』での台詞を引用したものである。ハルゼイ博士は自身の脳をコルタナの頭脳に利用したため、その記憶が残っているのか、この幻覚での台詞は、スパルタンに徴兵されたばかりの幼いジョン（=マスターチーフ）と交わされた会話が主となっている。また、同小説によるとコルタナのような利口なAI（人類のAIは高度な知能を有するが運用可能期間の短いスマートAIと、知能レベルはそれほどでもないが運用可能期間の長いダムAIに分類される）は日々学習するので、知識量が膨大になっていき最終的に思考が重くなり過ぎ7年で正常動作しなくなる（ランパンシー現象）とされている。チーフとコルタナの関係は恋人、相棒、仕事仲間など様々な意見が出ているが、特に公式な設定はされていない模様。
バンジースタジオのスタッフいわく「コルタナはマスターチーフの守護天使」だとのこと。
エイヴリー・ジョンソン（Sergeant Major Avery J. Johnson）マスターチーフやコルタナと共に、『Halo: Combat Evolved』での戦闘を生き残った海兵隊員の一人（他の生存者はその後の戦闘などでジョンソンを除き全員死亡）。
一作目冒頭のカットシーンから圧倒的な存在感を示し続け、本シリーズにおいてはマスターチーフと並ぶ看板キャラクターとなる。『Halo: Combat Evolved』においては、最後のカットシーンでチーフ達以外は全滅した意の説明がなされるのに加え、最高難度をクリアすると彼の最期が明らかにされるのだが、その後『Halo 2』に何事も無かったかのように登場し、以降も大活躍する。その不可解なまでのしぶとさから、マスターチーフを除けば「最強の人間」と言えるかもしれない。
帽子と葉巻がトレードマーク。自称 " レディの要望には敏感な男 "。何度も死地をくぐり抜けてきた歴戦の勇士である。
『Halo 2』の冒頭でコロニアル十字勲章の受章と共に二等軍曹から上級曹長へ昇格した。しかしながら、初登場時はジョンソンという名前が無く（ただしゲームデータ内の黒人の軍曹関連のファイル名にはJohnsonが使われており、少なくともこの時点で設定上ではジョンソンの名があった模様。なお、白人の軍曹など他の海兵隊員のファイルにも名前が付けられている）、単に軍曹と呼ばれていたため、『Halo: Combat Evolved』に登場する軍曹と言う方が認知度が高い場合がある。
終盤、ヘイロー起動直前にモニターにレーザーで撃たれ、死亡する。しかし、彼は死してなお心強い味方だった。
ミランダ・キース中佐（Commander Miranda Keyes）『Halo 2』から登場したUNSCの女性士官。『Halo: Combat Evolved』に登場したオータム艦長、ジェイコヴ・キースの娘。
前作における、デルタ・ヘイローでのインデックス争奪戦では地球軍の指揮を執り、最終的にはジョンソン軍曹とともに「アービター」達エリート族と共闘、手を結ぶこととなる。冷静で的確な判断力の持ち主だが、敵艦にとっさに自らの船を接近させ共にワープを試みるなど、父親に劣らない大胆さを見せ付けている。
ジョンソンを助けるためアークに突入後、真実の預言者にスパイカーで撃たれ死亡。
テレンス・フッド提督 （Freet Admiral Terrence Hood）かつて地球防衛プラットフォームのひとつ「ステーション・カイロ」の司令官だった人物。月面基地や艦隊、地球防衛ラインが崩壊した今、彼は実質上のUNSC最高司令官である。
周囲からは「司令官」または「フッド卿」と呼ばれ、残存する地球軍を率いて最後の抵抗を試みる。彼はエリート族と同盟を結ぶことは承諾しているものの、これまで人類を愚弄してきたコヴナントの一部である彼らを受け入れておらず、決して親交を深めようとはしない。なお、彼は『Halo 2』からの登場だが、それ以前の小説でより早く登場している。
エンディングでは戦没者たちの葬儀を行う。共に参列していたアービターに対しては、最後まで完全に打ち解けることはなかったものの、マスターチーフを支え続けたアービターに感謝の気持ちを伝え、握手を交わした。
アービター（The Arbiter）元コヴナント艦隊司令官、ゼル・ヴァダム（Thel 'Vadam）。エリート族。「悪魔」ことマスターチーフによりアルファ・ヘイローを破壊され、それと共に艦隊は甚大な被害を受けてしまう。この顛末の責任を取らされ、艦隊司令を解任された上、「異端者」の烙印を押された。そのまま公開処刑の憂き目に遭うところだったが、コヴナントの調停者（アービター）として預言者直属の戦士に任ぜられる。
その後は預言者の命ずるままに行動するが、異端者の粛清、インデックスの回収といった任務の過程で「大いなる旅立ち」の「真実」を知り、コヴナントからの離脱を決意。マスターチーフと共にコヴナントと戦い、真実の預言者を倒した。
シップマスター アールタス・ヴァダム（Shipmaster Rtas Vadum）アービターと共にコヴナントから離脱したエリート族の高官。エリート族艦隊の旗艦シャドウ・オブ・インテント（Shadow of Intent）にて艦隊を指揮する。白いコンバットアーマーが特徴。『Halo 2』に登場した特殊部隊のリーダーでもある。
ヌ・ソ・スラオム（N'tho Sraom）第三のプレイヤー・キャラクター。エリート族。
シップマスターの指揮下にある特殊部隊の所属で、青いコンバットアーマーに身を包んでいる。
同部隊では最年少の青年であり、青春の終わりから軍人となる。彼にとって所属する部隊が「家族」そのものであるようだ。また、最近の若いエリートは人類に共感するものが増えてきているらしく、彼もまたその例外ではないとのこと。
ウスゼ・タハム（Usze Taham）第四のプレイヤー・キャラクター。エリート族。紫色のアサルトアーマーを着用している。
最高軍事大学をかなりの好成績で卒業し、プロフェット族の名誉衛兵に選ばれるが、実戦経験の不足を理由に辞退。その後にも徴用されるのだが、彼は儀式的部隊が苦手であり、拒否した。そのような態度は背教行為であるという上官の警告にも関わらず。
それにより罪に問われるが、結局エリート族はコヴナントから離脱。以後その罪が問われることは無かった。
真実の預言者（The Prophet of Truth）コヴナントの頂点に立つ存在。プロフェット族。
全てのコヴナントを救済へと導く「大いなる旅立ち」（The Great Journey）を目前に、人類対コヴナントの戦争そのものに王手を決めようとしている。日本語版では「真実の預言者」あるいは「預言者」と呼ばれるが、オリジナル（英語）版では単に「Truth」である。
アークにてHALOを起動する直前に、アービターによって殺害された。
343 ギルティ・スパーク（343 Guilty Spark）古の時代に滅亡した種族、フォアランナーの遺産であるAI。別名モニター（Monitor）。
外見は発光するメカニカルな目玉。重力を無視するようにつねに空中を浮遊している。
コヴナントからは「オラクル」とも呼ばれ、HALOの秘密を知っている存在。『Halo: Combat Evolved』では彼の管理するアルファ・ヘイローを破壊しようとするチーフと敵対するが、それの損失後の彼の役目は “フラッドの拡散を阻止する” ことのみとなり、その後なりゆきでチーフに協力するようになる。
「おぉ、私は天才だ」（I am a Genius!）は彼の口癖。
最終面でHALOの起動を妨害する敵として登場し、チーフにスパルタンレーザーで粉砕される。
グレイヴマインド（Gravemind）フラッドの頂点に君臨する存在。他のフラッドとは違って明確な意思をもっており、人間やコヴナントの言葉を理解し会話することも出来る。
グレイヴ・マインド（魂の墓場）の名のように、全ての知的生命体を捕食するのが目的である。
ホーカス （Hocus）UNSCのペリカン降下艇を駆るエース・パイロット。彼女の操縦するペリカンのパーソナル・ナンバーは「キロ23」（Kilo23）で、高威力のロケット砲などを装備した、他のペリカンに比べ重武装のガンシップである。
その優秀さが認められてか、作中ではキース中佐やジョンソンと共に行動することが多い。
国連宇宙軍海兵隊 （United Nations Space Commando Marine/UNSC Marine）UNSCの海兵隊は二つに分けられる。一つは従来の兵士のように敵を迎撃する通常の海兵隊。そしてもう一つはODSTと呼ばれる「軌道降下強襲歩兵隊」である。彼らODSTは宇宙空間に滞空する宇宙艦から地上への展開を任務とする特殊部隊であり、基本的には宇宙艦に配備されていることが多い。
海兵隊、ODST共に非常におしゃべりであり、間違いなく発砲した銃弾よりも台詞のほうが多いと言えるだろう。しかしそれがHALOシリーズの人気の一部を担っていると言っても、過言ではない。また、作品を重ねるごとに台詞のバリエーションが増えているようだ。
ODSTはOrbital Drop Shock Trooper（オービタル・ドロップ・ショック・トルーパー）の略。なお、『Halo 3』ソフトウェア・マニュアル（取り扱い説明書）の表紙にチーフと共に描かれている。

## 種族
人類（Humans）説明するまでも無く人類。人間のこと。
かつて銀河中に領土を広げた人類であるが、コヴナントによりほとんどの植民地惑星を破壊され、地球そのものが侵略を受ける今、人類の人口は低下する一方であった。現在の人口は約2億人以下だとされている。
プロフェット族（Prophets）E.T.のような外見を持つミステリアスな種族。プロフェット族はコヴナント社会では最上層に位置し、政治、宗教の両面の権力を掌握している。その名の通りコヴナント全体を導く預言者を自負し、エリート族など他の種族のものよりも、より高位に位置する独自の評議会を有する。中でも「真実」、「悔恨」、「慈悲」それぞれの預言者を名乗る3人は"Hierarchs"（教主）として最高位の権力を有する。
コヴナントの種族の中でも（老齢の為か）身体的に劣っており、常に半重力装置を使った台座で浮遊して移動する。あくまでイデオロギーの指導者としての立場上、武器をとり自ら戦地に赴く事は無いようだ。ただし『Halo 2』におけるマスターチーフと悔恨の預言者の戦闘のように、いざとなれば台座に装備された兵器を使って戦う程度のことは可能なようである。
ブルート族（Brutes）ゴリラのような外見をもつコヴナント。コヴナントの中では比較的新しい種族で、持ち前の荒々しい気性と傲慢さゆえ、コヴナント軍に加盟してからは他種族とのいざこざが絶えなかったようである。
最終的にプロフェット族の支持を得てライバルのエリート族を権力の座から失脚させ、彼らに代わってコヴナント軍の中核を成すようになった。
戦闘ではエリートに勝るとも劣らない機敏な動きを見せ、身体的に非常に頑強。近作では新たにアーマーを装備し多少の攻撃ではびくともしないが、アーマーが破損すると武器を捨て強力な体当たり攻撃を仕掛けてくる。
エリート族（Elites）かつてのコヴナント軍の中核的種族。プロフェット族の名誉衛兵やコヴナントの評議会を勤めていた。人間と変わらない程の知性を有しており、戦士としては人類の海兵隊以上に優秀。ただし身体的な強さではブルート族に劣る。コヴナントの信仰における中心的概念である「大いなる旅立ち」（The Great Journey）の解釈を巡り、コヴナントより離脱した。さらに、プロフェット族、ブルート族が下した裁定に対する強い憤りと、フラッドの存在に対する大きな危機感により、エリート族はこれまで敵対してきた人類と同盟を結ぶこととなる。
作中ではチーフのものと酷似したシールド機能を備えたアーマーを着ており、戦闘となれば俊敏且つ巧みな戦い方を見せる。
ハンター族（Hunters）コヴナントの中で最も大型に分類される種族。常に2体1組で行動している。体力が非常に高いが、それは一個体がミミズ状の生物の集合体であることが一因である。
エリート族以外の種族とは交流を持たず、『Halo 2』におけるエリート族のコヴナント離脱後、ハンター族の多くが人類と敵対しなくなった。本作では、プレイヤーはブルート族側に付いた数少ないハンターと戦うことになる。
左腕には未知の物質で構成された巨大な盾を装備し、いかなる武器でも破壊が不可能。その盾は接近戦の際には棍棒のように使用される。また、右腕には強力な燃料ロッドキャノンを装備しているため、歩兵は勿論車両と対峙しても問題は無い。加えて、背面の一部および関節（実際には、集合体としての特性から関節は存在しない）を除く全身を覆った装甲を持つ。これらの特性から、体を縮ませて重心を下げた状態では、前面からの攻撃はほとんどが弾かれてしまい非常に堅牢となる。もしロケットランチャーなどを使用せずにこの種族の個体を倒そうとするならば、装甲が貧弱な背面を衝くために危険な接近戦を挑まねばならない。
ジャッカル族（Jackals）
グラント族に次ぐ小型コヴナント。体は非常に華奢であり、それを補うかのようにエネルギー式の盾を持ち歩いている。視力や聴力などに優れ、狙撃手としても戦闘に参加する他、偵察活動にも従事している。
盾の隙間から攻撃する姿はスパルタの重装歩兵隊ファランクスを彷彿とさせる。盾は人類のマシンガンやライフルなどの実体弾を全て弾く。
グラント族（Grunts）小型のコヴナントで、最も下級に位置。歩兵部隊の中核を成している種族。知能は五歳児程度、または喋るサル程度。ただし小説版では仲間のエリートを欺くなど知的な描写もある。戦闘力、士気ともに低く、基本的にエリート族のような、戦闘力に優れた他種族のコヴナントのリーダーの指揮下で戦い、その者が死ぬと一目散に逃げていく。ブルート族の下では、恐怖によって彼らに従っているようだ。
ヤドカリのような貝殻らしきものを背負っているが、これは生命維持装置である。元々極寒の地に生息していたため、冷却装置も付いている。また、独特の走り方と歩き方、ユーモラスな仕草と声により、プレイヤーに人気がある。よく眠っていることがある。
ドローン族（Drones）ハエのような、虫を彷彿とさせる外見を持つコヴナント。群れで行動する。
コヴナントの宗教的規範には何ら関心を示さず、淡々と飛行歩兵として戦う。
空中からの攻撃を得意とし、予想できない方向からも攻撃を仕掛けてくることも。他のコヴナントほど丈夫ではなく、小火器でも十分に致命傷を与えられる。全方位から数で攻撃対象を圧倒するスタイルをとるので、開けた場所で彼らと戦うのは危険。
フラッド（The Flood）胞子状の寄生生物（パラサイト）。起源は不明であるが、15万年以上前に銀河系に出現した。当初プレイヤーからはフラッドはフォアランナーの研究により作り出されたと解釈されていたが、前者が公式設定である。際限なく増殖を繰り返し、人類、コヴナント両方を飲み込もうとしている。寄生された生物は無残な姿に変化し、生前以上の体力、筋力で非感染者に襲い掛かる。知的生命体に寄生した際はその記憶情報を利用できるため、銃器や乗り物も使いこなす恐るべき存在である。また犠牲者にも自意識と若干の体のコントロールが残ることがある。フラッドの歴史は人類やコヴナントよりも長く、古の時代から脅威とされてきた。
フラッドは大きく分けて3つに分類され、蛸のような「素体」、人間やエリート、ブルートなどの適切な宿主に取り付いたときに心臓から全身を支配する「寄生体」、素体を体内に五〜六匹有する「キャリア」であり、それらの頂点に立つのがグレイヴマインドである。
寄生体は非常に打たれ強く、腕部などはおろか、頭部すら欠損しても攻撃を続けることができる。しかし、元々肉体が痛んでいるためか、物理的攻撃に対しては脆い。ある程度形をとどめていれば、一度倒されても素体が取り付くことで復活する。
フォアランナー （Forerunner）
かつて人類やコヴナントよりも優れた文明を築き、強大な力を有した種族。フラッドの増殖を阻止する最終手段として、その餌となる知的生命体を根絶するシステムの設置を余儀なくされた。この目的の為生まれたのが究極の兵器「HALO」である。
実は人類の先祖であり、外見も人間と大差は無かったとされている。モニターが人間を「リクレイマー」と呼び（ゲーム中ではモニターによりマスターチーフのみがリクレイマーと呼ばれたが、小説版『The Flood』では海兵隊員もリクレイマーと呼ばれている）、またチーフらがフォアランナーの各施設の装置を難なく作動させることができ、前作『Halo 2』と本作でリングの起動に人間が必要だったのも、この理由のためである。
また、彼らはSpartanのようなコンバットスキンに身を包んだ兵士を有していた。
 彼らが滅んだ理由は未だに不明である。HALOの作動後にも生態系を保存し、また自分たちも生き残るため、全てのHALOの有効範囲外に「アーク」と呼ばれる構造体を作り、「ノアの箱舟」のような計画を立てていた。

## 登場する武器

### 人類の武器
人類の武器は実弾による弾丸やロケット、ミサイルなどが主体となっている。それらはコヴナントの有するプラズマ系防弾技術に対してあまり有効とは言いがたいが、シールドを持たないコヴナントに対しては十分に威力を発揮することが出来る。
ハンドガン（M6G Pistol）
UNSC（以下地球軍）で使用される小型の拳銃。ハンドガンとも呼ばれる。
HALOシリーズで最も歴史のある武器であり、性能や仕様は毎回変わっているものの、いざという時は頼もしい武器である。本作では連射性能は落ちたものの、1発あたりの威力が向上した。
サブマシンガン（M7/Caseless Sub-Machine Gun）
ケースレスの名のとおり薬莢が出ないため、両手に持っても射撃の妨げにならないのが特徴。『Halo 2』からの登場。
装弾数は60発。両手持ちが可能で、主に接近戦で威力を発揮するが、反動が大きく頻繁に修正を必要とする。
『Halo 2』とマルチプレイヤー・マップパックのパッケージに描かれているのがこの銃である。
アサルトライフル（MA5C ICWS Assault Rifle）
戦艦「オータム」の海兵隊に配備されていた "MA5Bアサルト・ライフル" と "BR55バトル・ライフル" の中間程度の威力を持つ。本作においては、サブマシンガンとバトルライフルの中間を行く武器である。
バトルライフル同様、UNSCで最も普及している武器であり、装弾数は32発。中距離から近距離で威力を発揮する。
なお、『Halo 3』のパッケージでチーフが手にしているのがこの銃である。
ショットガン（M90 Shotgun）
地球軍で使用されている散弾銃。至近距離では圧倒的な威力を発揮するが、ショットガンという性質上、遠距離では威力が著しく低下する。
至近距離での威力は凄まじく、シールドなどを装備した対象でもほぼ一撃で撃破することができる。HALOシリーズ全てに登場しているレギュラーウェポン。
バトルライフル（BR55HB Battle Rifle）
地球軍でもっとも広く扱われている大口径のライフル銃。装弾数は36発で、中距離から遠距離で威力を発揮する高性能バトル・ライフルである。
装着されているスコープでの一段階ズームが可能な上、三点バーストが採用されているので非常に高い命中精度を誇るが、常に三点バーストという接近戦での弾幕・威力の無さと、ズーム倍率からくる遠距離戦での不利さがあるので使い所が難しい。
しかし中距離では相手の急所などを直接狙うことが可能であり、使用者によっては大変優秀な武器となる。また、『メイキング・オブ・ヘイロー2』において、スタッフに「主力銃」とまで言わせた。
スナイパーライフル（SRS99D-S2 AM Sniper Rifle）
地球軍で使用される高性能狙撃銃。主に遠距離から長距離の目標を攻撃するのに用いられる。
遠くの目標を攻撃する狙撃銃であるので、至近距離での戦闘には難がある。但し射手の技量によっては近距離でも強力な武器となるため、使用者次第では最強の武器になることも。
しかし、射撃した際の弾道（衝撃波のようなもの）がほんの僅かの間だが表示されてしまう事や、対車両破壊力は小さく車両破壊には使えないなどの欠点も。
ロケットランチャー（M41 SSR MAW/AW Rocket Launcher）
地球軍で使用される個人携帯用のロケット砲。「ロケラン」と略されることがある。2連装式で威力も申し分なく、ゴーストのような小型ビークルであれば一撃で、レイスのような大型ビークルの場合でも数発で粉砕することが可能。
至近距離での発砲は自爆の危険が高いが、威力が高く攻撃範囲も広いため上記のスナイパーライフル同様使用者次第では最強の武器になることもある。
アンチ・ヴィークル・ウェポン：モデル・シックス ノン・リニア・ライフル（M6スパルタン・レーザー）（Weapon/Anti-Vehicle Model 6 Grindell/Galileian Nonlinear Rifle（M6 Spaltan Laser））
地球軍の最新鋭対装甲用レールガン。一種の対戦車ライフル。
威力は大変強力であり、戦車クラスの大型車両も一撃で粉砕してしまうほど。しかし、発射の際には毎回エネルギーの充填に3秒間の時間を要するため、一撃で対象に命中させる技量が要求される武器である。また、射撃後の銃身冷却にも時間を要する。
本銃はレーザーサイト（レーザーポインター）を装備しており、目標を狙う際に役立つが、それによりこちらの位置が敵に知られてしまうという欠点がある。きわめて大型であるため、視界を塞ぐという難点も。
火炎放射器（M7057 Flame Thrower）
その名の通りの火炎放射器。
下記のヘビーマシンガン同様、大型武器であるため装備時には視点が変更される。その名の通り炎を放射する武器であり、使用に当たっては弾丸ではなく燃料を消費する。炎の射程は短いが攻撃力は高く、特にフラッドに対しては絶大な威力を誇る。しかしオーバーヒートを起こしやすい。
銃口周辺のプレートに描かれたサメの顔が特徴。なお、初登場はPC版初代『Halo』のマルチプレイヤー。
ヘビーマシンガン（AIE-486H Heavy Machine Gun）
固定式の重機関銃。本作からはターレットから取り外して持ち運びが可能で、それと同時に視点が変更されファーストパーソンから『Gears of War』のようなサードパーソンになる。その際の装弾数は200発。取り外し時には根元をへし折るため、再び元に戻すことは出来ない。
大型で重量があるため、装備時は移動速度にも干渉する。回転する銃身から「ガトリングガン」とも呼ばれることがある。
ミサイルポッド（UNSC Missile Pod）
固定式のミサイル・ランチャー。捕捉した対象に向かって誘導ミサイルを発射する武器で、ゴーストやバンシーのような小型高速の対象に威力を発揮する。なお乗り物以外にはロックオンできず、ミサイルを誘導することが出来ない（無誘導で発射し直接狙うことは可能）。
上記のヘビーマシンガンのようにターレットから取り外して持ち運びが可能だが、こちらも大型の武器のため装備時は視点が変更される。その際の装弾数は8発。
グレネード（M9 HD-DP Frag Grenade）
いわゆる手榴弾。コヴナントのものと違って付着作用はないが、投擲してから爆発するまでの時間が短い為、敵に逃げる隙を与えない。

### コヴナントの武器
コヴナントの武器の大半はプラズマ技術によって作られたレーザー銃が多い。ほとんどは銃そのものにバッテリー状のものが内蔵され、使用と共にバッテリーが減少。最終的にバッテリー切れで使用が不可能になる。そうなった場合には新しいものと交換するしかなく、基本的には使い捨てである。設定では、どこかにエネルギーを再チャージする充電器が存在するものと思われるが明らかではない、とされている。
プラズマガン（Plasma Pistol）
コヴナントで幅広く使用される小型の拳銃。プラズマ・ピストル（Plasma Pistol）とも呼ばれる。形状はC字型。
通常のプラズマ弾による射撃のほかに、エネルギーをチャージした強力なプラズマを発射することが可能。対象に対してある程度誘導性質を持ち、エネルギー系統の物体に大きな打撃を与えることが出来る。
しかし、一定以上の連射やチャージショットを行うとオーバーヒートを起こし、一定時間の冷却が必要になるので注意が必要。
キャンペーンでは主にグラントやドローンが使用しており、入手機会は非常に多い。
普通に扱うと貧弱な武器だが、チャージ弾の有効性は高く、上級プレイヤーになるとこれ一丁で戦い抜くことすらある。
プラズマライフル（Plasma Rifle）
姿形も様々なコヴナントにおいて、ほとんど全ての種族が使用可能な汎用銃。特にエリート族に好んで使用される。
『Halo 2』にて連射性能が強化された赤色のモデルが登場し、そちらはブルート・プラズマ・ライフルと呼ばれていた。
ニードラー（Needler）
誘導性能を持ったクリスタルの針を射出する武器。針は対象に命中した後に破裂し、更に大量に命中して蓄積されれば小規模な爆発を起こす。
但し発射される針の飛行速度は遅く、誘導性質もあまり強くないため、高速で移動する目標にはあまり効果を発揮しない。また、壁などに反射することもあるので、局地での使用はある程度注意が必要。
本作では両手持ちが出来ないものの、強力な武器であることに変わりは無い。
ブルートショット（Brute Shot）
ブルート族によって運用される武器。エネルギー式兵器を多用するコヴナントとしては珍しく、実弾を射出するグレネード・ランチャーである。
爆発物を発射する性質上、至近距離での発砲は危険だが、大型の刃が取り付けられており、これによる近接攻撃も大変強力。前作と異なり、跳弾しなくなった。
コヴナントカービン（Covenant Carbine）
人類のバトルライフルに相当する性能を持つ、コヴナントのカービン銃。通称「カービン」。
スコープが標準装備されており、中距離から遠距離で活躍する。また、燃料ロッド式であるもののプラズマエネルギー式ではないため、射撃の継続には人類の武器同様に弾倉（マガジン）の交換が必要とされる。
ビームライフル（Partcle Beam Rifle）
高濃度のプラズマを発射するコヴナントの狙撃銃。
威力・精度共に大変優れているものの、バッテリー容量が少ないため持続性に欠ける。
スパイカー（Brute Spike Rifle）
ブルート族固有の技術を基礎にして作成された銃火器。極太の針を射出するマシンボウガンであり、弾速は遅いものの威力は高い。
「スパイカー」または「ブルート・スパイカー」とも呼ばれ、コヴナントの武器としてはやや旧式。しかしながら効果的な武器であることが証明されたか、あるいはブルート族の好みなどで再び戦場に投入されたようである。
ブルートショットと同じく近接戦闘用の刃が付いており、これによる打撃攻撃も強力。
モーラー（Brute Mauler）
リボルバー式の短銃身散弾銃。両手持ちが可能で、接近戦では高い効果を発揮する。
独特の外見と発射音を持ち、どことなくホッチキスを連想させる武器。
エナジーソード（Energy Sword）
コヴナントに用いられる剣。大抵は単に「ソード」と呼ばれる。
『Halo』は射撃武器が主体となるシューティングゲームであり、短距離戦専用のこのような武器は役立たずと思われることがある。しかし、このエナジーソードはシールドなどを容易に貫通する破壊力があり、至近距離においては最強の武器の一つである。
通常の斬りつけ攻撃も強力だが、一定低距離からの「突き刺し」は一撃必殺である。但しこれもエネルギー式武器であるため、バッテリーが無くなると刃が消滅する。その後はグリップ部で殴るだけとなり通常の打撃攻撃程度の威力しか残らない（しかし『Halo 3』の打撃攻撃は前2作に比べて強力で、プレイヤーのシールドならエネルギーが満タンでも一撃で完全に破壊し、シールドの無いプレイヤーは一撃で仕留める、つまり二発叩き込めば相手を倒せる程の威力を持つ）。
グラビティハンマー（Gravity Hammer）
ブルート・チーフテン（ブルート族の精鋭）が使用する近接戦闘用のハンマー。
エナジーソードより威力が高く、対象に直接当たらなくとも衝撃波で周囲にダメージを与える。しかし、衝撃波の威力は本体の威力に比べ大幅に落ちる。対人戦はもちろん、乗り物や障害物に対しても高い効果を発揮するが、ソードに比べると重量があり、攻撃動作も遅くスキが生じやすい。
フラッドに対して使用すると、一撃で寄生体を粉砕し再生不能にすることができる。
プラズマキャノン（Automatic Plasma Cannon）
固定式のプラズマ重機関銃。人類のヘビーマシンガン同様、根元をへし折って持ち運んで使用することが出来る。その際のバッテリー容量は200エネルギー。
見張り塔、ファントムの銃座、重要拠点などいたるところで見かける武器。
プラズマグレネード（Plasma Grenede）
コヴナントの手榴弾。至るところに付着する性質を持っており、投擲されたプラズマグレネードが体に付着すれば、爆発から逃れることは不可能である。
スパイクグレネード（Spike Grenede）
ブルート族が好んで使用する手榴弾。外見はジャガイモ潰しのような形であり、スパイクタイヤのような多数のトゲが生えている。そのトゲにより、投げた後は対象に「突き刺さる」仕様となっている。
ファイアグレネード（Brute Firebomd）
いわゆる焼夷弾。

### アイテム
バブル・シールド（Bubble Shield）
携帯用の防護デバイス。起動後地面に置くことにより、一定の範囲にシャボン玉のような空間を作り出し、その中に入ることで外部からの攻撃を遮断することが出来る。いわゆるバリアー。
パワー・ドレイン（Power Drainer）
近距離用の攻撃兵器。起動すると磁気を放出し、範囲内にいる者のアーマーシールドをダウンさせ、車両の発電機にダメージを与え駆動を妨げることが出来る。
トリップ・マイン（Trip Mine）
携帯用の地雷。やはり地面などに設置して使用する。本作の中で最もアナログな武器のひとつ。大体どこにでも設置が可能で、何かが触れると爆発する。重力波も感知するため、コヴナントのビークルのように宙を浮いた車両にも反応する。
レーダー・ジャマー（Radar Jammer）
文字通りレーダーをジャミングするデバイス。使用するとレーダーに偽のシグナルを表示させ、自分の位置を紛らわすことが出来る。いわゆる分身。ただし味方にも影響があるので、団体戦での乱用は禁物。
重力リフト（Portable Gravity Lift）
文字通り「携帯タイプの重力リフト」。設置することによりいつでも使用が可能で、ジャンプでは届かないような高所にも移動が可能になる戦略アイテム。
フレア（Flare）
いわゆる閃光弾。使用するとまばゆい光を放ち、相手の視界を奪うことが出来る。攻めるときも、逃げるときにも役に立つアイテム。
リジェネレーター（Power Regenerator）
「パワー・ドレイン」と正反対の能力を持つデバイス。使用すると一定範囲にエネルギーのカーテンを展開し、その中に入ることでアーマーなどの回復レートを倍増させることが出来る。一種の「回復アイテム」。
インスタント・カバー（Instant Cover / Deployable Cover）
設置タイプのバリアー。バブル・シールドのように360度全方向の展開は出来ないが、バリアが破損しても再生する能力を持っており、物持ちがいい。ただしシールド発生器が破壊されると再生も出来ないため、設置場所が重要となる。
『Halo: Combat Evolved』と『Halo 2』にもほぼ同じモデルが登場しているが、本作ではブルート族が使用することを前提としているため、シールドの面積も大きい。
オートタレット（Auto Turret）
ステルス（Stealth）
一定時間透明化できる光学迷彩を使用できるアイテム。しかし、攻撃時には迷彩効果が薄れて半透明になってしまうため利便性はイマイチである。
シールド（Shield）

## 登場する乗り物

### 人類の乗り物
26世紀になっても人類の乗り物は車輪を主体としている。それゆえにコヴナントからは時代遅れだと見下されつつあるが、地球での環境を考慮すれば、タイヤなどの車両は最適なものであり、決してコヴナントのビークルに圧倒的な差をつけられているわけではない。

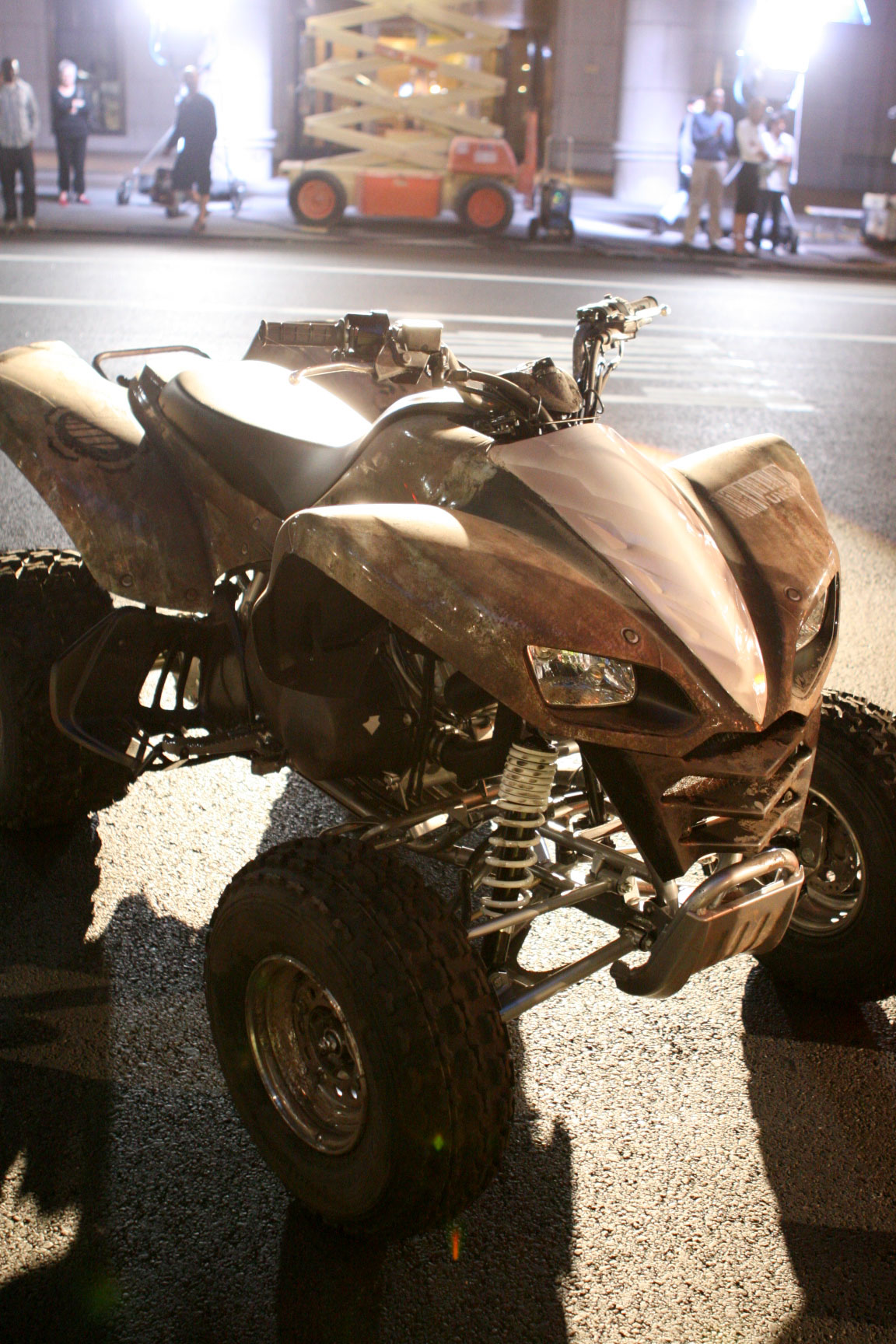
M274 ULATV マングース。ニューヨークにおける『Halo 3』発売イベントに登場した実物大レプリカである。実際に人が乗って走行できるかは不明。

ワートホグ（M12 Warthog）
地球軍で幅広く活用される4輪駆動車。体後部には機関銃（50口径=12.7mm）を装備。運転士と射手、助手席で計3名が搭乗できる。
ワートホグはイボイノシシの意。状況によっては敵歩兵に体当たりを行使することも珍しくはなく、その光景はまさにイノシシを彷彿とさせる。
HALOトリロジー全てにおいて登場しており、このゲームシリーズを代表する乗り物といえる。
ガウス・ワートホグ（M12G1 Gauss Warthog）
ワートホグにコイルガンの「ガウス・キャノン」を装備したモデルである。ガウス・キャノンは特に車両に対して高い威力を発揮し、戦車クラスの目標でも十分に破壊が可能である。「ガウスホグ」とも言われる。
ガウス・キャノンは威力の面では申し分ないが、意外と攻撃範囲が狭く、空中の目標や多数の目標に対して威力を発揮し辛い。
トランスポート・ワートホグ（M831 Transport Warthog）
輸送能力と乗員数を増加させたワートホグ。機関銃やガウスキャノンが装備されていないが、5人まで搭乗させることが可能。
特にロケットランチャーなどの重火器を装備させた兵士を搭乗させれば、あらゆる目標と交戦が可能となり、運用次第ではかなり強力な車両になる。
マルチプレイには登場していない（背景のみ登場）。
マングース（M274 ULATV Mongoose）
UNSC海兵隊が保有する最速の地上車両。ULTAVは超軽量全地形対応車両（Ultra-Light All-Terrain Vehicle）の意。本車両そのものにはいかなる防御機能・攻撃機能も備えていないため、通常リアシートに武装した兵士が搭乗し攻撃を行う。
『メイキング・オブ・ヘイロー3』にて、マングースのエンジン音はベスパのものが使用されているということが明らかにされた。
スコーピオン（M808B Scorpion MBT）
地球軍の主力戦車（MBT）。大砲と機関銃で武装し、厚い装甲を持つ大型車両で、『Halo: Combat Evolved』から登場している。移動速度はあまり速くないが、その火力と装甲はコヴナントに対しても有効である。
乗員はパイロットとガンナー（マシンガンを担当する射手）の2名が搭乗するようになっており、パイロットが直接機関銃を発射する事は不可能となった。さらに、従来同様キャタピラを覆う装甲板の上に4名の兵士を乗せることが出来る（この戦車の面積を考慮すると実際にはこれ以上に搭乗が可能）。マルチプレイヤーモードでは味方を乗せることは出来ない。独立した機関銃が装備されたので、主砲と同軸のマシンガンは撤去された。
スコーピオン（サソリ）の名の通り、尻尾の先を曲げたサソリとよく似た外観を持つ。作中ではたんに「戦車」あるいは「タンク」としか呼ばれず、スコーピオンという名称は説明書などのみにとどまる。
ちなみに、スコーピオンという戦車は実在する。
ホーネット（AV-14 Hornet）
地球軍の航空機。ヘリコプターのような外見をしたジェット機で、分類が困難である。垂直離着陸が可能ないわゆるVTOL機で、機関銃とミサイルを搭載。航空機としては速度が遅いが、前後、左右、斜め上下あらゆる方向に動けるため大変使い勝手が良い。
ホーネットは一人乗りだが、左右に1名ずつ兵士を載せることが可能である。
また、ホーネットという戦闘攻撃機、ならびにホーネットというヘリコプターが存在するが、どちらも無関係。
ペリカン（D77H-TCI Pelican）
垂直離着陸が可能な航空機。主に物資や人員の輸送に使用される。また、機関砲やロケット砲で武装し、ガンシップとしても使用される。
ロングソード（C709 Long Sword）
地球軍の宇宙戦闘機にして主力戦闘機。地上基地からオータムのような宇宙艦など様々に配備され、対空、対艦、対地攻撃などあらゆる戦闘に対応できるマルチロール・ファイター。
マスターチーフもアルファ・ヘイローからの脱出の際にも使用している。
フォワード・オントゥ・ドーン（UNSC FFG-201 Forward Unto Dawn）
UNSC艦隊の数少ない生き残りで、テレンス・フッド司令が搭乗するUNSCの旗艦。分類はフリゲート。船首には主砲としてMACガンを装備し、そのほか多数のアーチャー・ミサイル発射管と副砲を装備する。
小型のフリゲートであるが、全長は400mを軽く超え、船内には小規模ながら機甲部隊を格納するなど、強襲揚陸艦としての能力も持ち合わす。
艦名は「暁の前方」または「夜明けの先」の意。

### コヴナントの乗り物
コヴナントの乗り物は未知の反重力機関を採用しており、大抵は宙に浮いているものが多い。その多くは加速用のブースターを装備し、人類の車両より高い機動性を有する。
バンシー（Banshee）
コヴナントの小型戦闘機の1種で、偵察、爆撃、空中戦など様々な戦闘に対応出来る航空機。加速用ブースターを装備している。
乗員は1名。小型軽量で、あまり頑丈ではない。武装は2門のプラズマ・キャノンと燃料式ロッド・キャノンが1基。「バンシー・トリック」というアクロバット飛行が可能で、主にループ（宙返り）とバレルロール（側面へのローリング）に分けられる。
ゴースト（Ghost）
コヴナントの車両のひとつ。2門のプラズマ砲で武装し、加速用のブースターを持つ。コヴナント内で最も普及しているビークルであり、あらゆる環境や場所に投入されている。
操縦席とエンジンはむき出しとなっており、安全性や強度は低い。
乗り物でありながら、平行移動も出来るため非常に使い勝手が良い。
レイス（Wrait）
コヴナントの地上車両のひとつ。重戦車かつ自走砲であり、操縦者が操作する大型のプラズマキャノンと射撃手が操作する至近距離用の小型プラズマキャノンで武装する。これもブースターを装備しており、体当たりや緊急回避の際に用いられる。
『Halo: Combat Evolved』では本車両がファントムと言われていたが、『Halo 2』から現在の名称となった。
対空レイス（Anti Aircraft Artillery Wraith）
コヴナントの対空戦車、自走対空砲。
主砲であるプラズマ迫撃砲の代わりに連発式の燃料ロッド対空砲を装備している。
ファントム（Phantom）
コヴナントの汎用的ガンシップ。地球軍のペリカンと同じように、人員の輸送などに用いられるが、性能ではすべての面でペリカンを上回る。
3門の「レッドリング」と呼ばれるプラズマ砲を装備しており、地上掃射を実施してくることも珍しくない。また、ある程度であれば空中戦もこなせる。
セラフ（Seraph）
コヴナントの戦闘機。
スカラベ（Scarab）
コヴナントの巨大兵器。大型の収束レーザーとプラズマキャノンで武装した、四足歩行の移動要塞である。前作でジョンソンも操縦した。
装甲は分厚く、通常兵器では撃破困難であるが、脚部の結合部分が貧弱であり、そこに集中攻撃を加えることにより一時的ながら戦闘不能に追い込むことが出来る。核兵器などの特殊兵器を使わずに本格的に破壊するとなると、内部のコアを破壊する必要があるため、かなりの手間を要するが、背中の装甲は薄く破壊可能であり、そこを破壊することにより外部から直接コアの攻撃が可能になる。
攻守ともに高い性能を持つが、対空戦闘力が低くホーネットなどの小型高速の航空機の相手は苦手とする。
ブルート・チョッパー（Brute Chopper）
ブルート族によって運用される2輪戦闘車両。バイクのような車両であり、車輪は前部に二つある。それにより体当たりの際には目標を車輪に巻き込む形となっており、ブルート族の残虐性を表した構造となっている。ロケットブースターを装備。
前部の両脇には小型のキャノン砲を装備している。速度も速く優秀な車両であるが、車輪を装備しているため、ゴーストのように水平移動が出来ない。よってこの車両が威力を発揮するのは突撃戦法だとされる。
ブルート・プラウラー（Brute Prowler）
スペクターやワートホグと同じ種類に分類される車両。主に輸送車として使用される。運転士とガンナーが搭乗し、両脇に2名の人員を載せることが出来る。
上記のチョッパー同様、突撃戦法で威力を発揮する。形はアンコウに似ている。
シャドウ・オブ・インテント（Covenant Assault Carrier "Shadow of Intent"）
重武装の航空母艦にしてエリート艦隊の旗艦。シップマスターのRtas Vadumによって運用されている。セラフ、ファントム、スピリット、バンシーなどの航空機を搭載し、兵員を直接地上に降下させるための射出ポッドも装備されている。

## マルチプレイヤー・モード
マルチプレイヤー・モードはキャンペーン・モードと共に本作の中核をなすモードである。また、多くのユーザーがキャンペーンの終了後、Xbox Liveでのオンラインバトルに移行し、「エンディングのないゲーム」に身を投じている。

### アピアランス
アピアランス（Appearance）では、主にマルチプレイにおけるキャラクターの設定を行う。識別用のサービス・タグ、アーマーのカラーリング、パーツの換装、性別の設定などが出来る。
なお、性別による戦闘能力の差異は一切無く、ボイスが変化するのみである。
スパルタン・アーマーの一覧
MARK VIマーク・シックス。スパルタンの標準装備。
CQBクローズ・クォーター・バトルの意。ナイフが装備されているが、使用はできない。
EVAイヴまたはエヴァ・アーマー。Extra Vehicular Activity（船外活動）の意。のっぺりとしたヘルメットが特徴。
EODExplosive Ordnance Disposal（爆弾処理班）の意。ヘッドパーツがガンダム風であると話題に。
ROGUEローグ・アーマー。rogueは群を離れた、単独行動者の意。
SCOUTスカウト・アーマー。文字通り斥候の意。
RECONリコン・アーマー。強行偵察または特殊偵察部隊。以前はバンジースタジオ社員専用だったが、2008年9月のアップデートにより追加実績が実装され、そのうちのVidmasterチャレンジと名の付く実績（アニュアル、ライトスイッチ、7on7、ブレインパンの4つ）を全て解除することにより、最終的にはRECONアーマーを入手することができる。ただし、現時点ではVidmaster系実績の全ては解除できない（2009年9月24日発売の『Halo 3: ODST』に同梱の2nd Mythic Map Packが必要）ため、特殊なケース（Bungie Dayイベント等）を除き、未だ入手不可の状態。
MARK V初代マスターチーフが用いていたアーマー。
SECURITYセキュリティ・アーマー。仮面ライダーのようなヘルメットが特徴的。
ODSTOrbital Drop Shock Trooper（軌道降下特殊部隊）の略称。『Halo 3: ODST』における、主人公の所属する部隊が装備しているものとほぼ同型。
HAYABUSA和風の名称の通り、サムライ、ニンジャ、鬼など和風要素をふんだんに取り込んだアーマー。また、アーマーの背中に日本刀を装着したバージョンが存在し、そちらはKATANAアーマーと呼ばれている。ちなみに、刀は装飾品扱いなので、武器としては使用できない。モチーフは『忍者龍剣伝』や『デッド オア アライブ シリーズ』に登場する忍者リュウ・ハヤブサ。
エリート・アーマーの一覧
COMBATコンバットアーマー。通常のエリートのアーマー。
ASSAULTアサルトアーマー。頭部の露出が少ないのが特徴。
FLIGHTフライト・アーマー。目の部分が線形になっている
COMMANDOコマンドアーマー。commandoは特別奇襲隊の意。頭部全体が装甲で覆われている。また、ヘルメットに第三の目のようなものがある。
ASCETICアセティックアーマー。asceticは修道士、行者の意。ヘルメット部分が、修道士の着用するクロブークに似ていなくもない。目の部分が光っているのも特徴的。

### ゲーム・ルール
アサルト（Assault）チームワークが重要となる破壊工作ゲーム。敵陣で爆弾を爆発させるとポイントを獲得出来るが、爆発させるのには数秒の時間が必要であり、解除するのにも数秒の時間が必要となる。よって、チームメンバー同士の連携が重要視されるゲームといえる。
ゲームの流れは 敵陣にアサルト（突撃）＝敵陣を制圧＝爆弾を設置/現場を維持＝爆破、ポイントというもの。
ジャガノート（Juggernaut）ゲーム開始時にジャガノートとなったプレイヤーを倒すことを目的とするゲーム。ジャガノートを倒したプレイヤーが次のジャガノートになり、ジャガノートになったプレイヤーは他のプレイヤーを撃破することでポイントを入手できる。が、自分以外全てのプレイヤーが狙ってくるので注意が必要。
ジャガーノートともいう。
ニンジャ・ノート（Ninjanaut）ジャガノートと基本ルールは同じであるが、ジャガノートの移動速度が格段に上昇している。
キャプチャー・ザ・フラッグ（Capture the Flag/CTF）
HALOシリーズのみならず、対戦が可能なアクションゲームにおいて最も一般化しているゲームルール。頭文字をとってCTFと略される。
一言で言えば「旗取り合戦」であり、団体（チーム）戦でのゲームがメインである。自分のチームの陣地にある旗（フラッグ）を守りつつ、相手チームの “フラッグを奪取” （キャプチャー・ザ・フラッグ）して自分の陣地に持ち帰ることで勝利、またはポイントを入手できる。オプションにより様々な部分が変更可能。
その内容から、4人以上の大人数でのゲームが推奨されるゲームである。2人での（1対1）も可能だが、それではあまりにも薄味なので推奨は出来ない。2人で遊ぶ場合は素直に協力キャンペーンを選ぶのが吉。
1フラグ（CTF One Flag CTF）フラッグが一本のみとなり、攻撃と守備に分かれてゲームを競うキャプチャー・ザ・フラッグ。チームを攻守に分けることが無いため、より密度の高い戦闘となる。
キング・オブ・ザ・ヒル（King of the Hill）いわゆる「陣取りゲーム」。マップのどこかに指定されたエリアの中に入るとカウントが進み、一定時間底を確保すると勝利もしくはポイントが入り、先に指定したポイントに達したチームが勝者となる。
ルールの性質上、どんなに大きなマップでも指定されたエリアにほとんどのプレイヤーが集まるため、大乱戦は必須。その困難な激戦を乗り越え、生き残ってエリアを支配したものが「丘の王」（キング・オブ・ザ・ヒル）となるわけである。
団体戦である「チーム・キング・オブ・ザ・ヒル」（Team King of the Hill）も人気。
オッド・ボール（Oddball）アメフトを連想させるゲーム。
オッドボールと呼ばれるボールを持っている間カウントが進み、指定した時間持ち続けることで勝利もしくはポイントが入り、指定したポイントを獲得することで勝利することが出来る。ボールを入手しないと勝利できないため、すべてのプレイヤーがボールに群がることになり、その姿はまさにアメフトそのものである。
団体戦である「チーム・オッド・ボール」（Team Oddball）も人気。
スレイヤー（Slayer）「対戦」の代名詞でもあり、“マルチプレイといえばスレイヤー”とも言われるゲーム。
ただひたすら敵と戦い、敵を倒すことでポイントを獲得することが出来る。指定したポイントに達することで勝利。オプションで復活回数に制限をつけることにより、バトル・ロワイヤルのようなサバイバル戦を展開することも可能。
団体戦である「チーム・スレイヤー」（Team Slayer）も人気。
テリトリーズ（Territories）キング・オブ・ザ・ヒルと似たような内容だが、前者とは違い、一度占領したエリアは再占領不可となっており、いかに迅速にエリアを確保するかがポイントである。テリトリーを制圧するとポイント獲得。
VIPスレイヤーとそれほど変わらないが、一番の違いはVIPを倒した場合のみポイントが加算されるという点である。ゲーム開始時、それぞれのチームにVIPが設定され、相手のチームのVIPを倒すことが目的となる。VIPは助手席を除き乗り物に乗れない、初期装備がハンドガン、ナビポイントで敵に現在位置が筒抜けというペナルティを受けているため、いかに自チームのVIPを護りつつ相手チームのVIPを撃破するかがポイントである。
「ビップ」ではなく「ヴイ・アイ・ピー」と読む。詳しくはVIPの記事を参照。
ワン=サイデッド（VIP One-Sided VIP/1-Sided VIP）基本こそは上記のVIPと同じだが、VIPが片方のチームにしか存在せず、攻撃と防御に分かれてゲームを競うルールとなっている。
インフェクション（Infection）「感染」の意の通り、「人間」と「ゾンビ」に別れてスコアを競うゲーム。ただし、人間がゾンビにやられると感染し、ゾンビになる。全プレイヤーがゾンビになった地点でラウンドオーバー。「人間対ゾンビ」という絵柄から「レジデントエビル・スタイル」の異名を持つ。
人間とゾンビでは戦力バランスに問題があり、そのままでは他のゲームルールに比べて盛り上がりがいまひとつである反面、カスタムゲームでその真価を発揮する（例：人間側の耐久力を下げ弾丸数に制限、ゾンビ側の体力を強化など）。

## スタンダード・マップ
初期のマップ。最初から使用できるマップである。
CONSTRUCT（コンストラクト）膨大な量の水や原料が消費される軌道施設。
EPITAPH（エピタフ）
フラッドの脅威を逃れた、ひと気のないさびれた地域。
キャンペーンモード中にアクセスできるターミナルに時折出現するAI「032 メンディカント・バイアス」のホログラムがある。
GUARDIAN（ガーディアン）数千年の時を経た古代の木々が静かに見守る地。
HIGH GROUND（ハイ・グランド）ニューモンパサでの事件後に復旧された古い基地。
ベータテストで使用されたマップでもある。
ISOLATION（アイソレーション）グレイブマインドの出現まで磐石だった隔離施設。
LAST RESORT（ラスト・リゾート）スパルタンの軍事演習用に徴収された地方のさびれた工業用地。
『Halo 2』に登場したマップ「Zanzibar」のリメイクであり、唯一過去作から引き継がれたマップ（追加マップを除く）である。マップにはビーチがあり、マシニマ作成において、映画『プライベート・ライアン』冒頭で描かれたノルマンディー上陸作戦を再現することが『Halo 2』時代から盛んであり、今回もマシニマ作成において多用される可能性がある。
NARROWS（ナローズ）アークの鋳造工場の放射線対策として設置された冷却システム。
SANDTRAP（サンドトラップ）今はブルートたちの占領下に置かれて久しい古代遺跡。
「エレファント」と呼ばれる巨大APCがあり、フラッグ戦を想定された構造になっている。
SNOWBOUND（スノーバウンド）フォアランナーの遺跡が静かに眠る過酷な環境。
THE PIT（ザ・ピット）ソフトウェアによるシミュレーション用のトレーニング施設。
VALHALLA（ヴァルハラ）V-398のクルーが辛うじて不時着に成功した奇妙な渓谷。

### ヒロイック・マップパック
ダウンロード・コンテンツのひとつ。2007年12月11日配信。容量は487.18MB。
Foundryとにかく箱だらけのマップ。四角形のオブジェクトが中心で構成されており、ニューモンバサの工業地帯を舞台としている。
このマップのオブジェクトは、その大半がフォージでの配置換えが可能となっており、プレイヤーによっては説明のできないようなマップを作り上げることもある。
Rat's Nest （ラットズ・ネスト）本編のクロウズ・ネストと酷似した雰囲気と構造を持つマップ。
屋内としては最大規模の面積を誇り、移動のためワートホグやマングースが多数配備されている。
Standoff （スタンドオフ）スタンド・オフとは「にらみ合い」の意。このマップは『Halo: Combat Evolved』に登場したマップ「Blood Gulch」と「Coagulation」のリメイクだといわれている。
ニュー・モンバサ郊外にあるUNSCの基地で、ミサイルサイロが存在するのが特徴。地下には多数の通路があるほか、地上には岩などの障害物がある。また、背景には巨大パラボラアンテナがあり、ライブアクション・フィルムの『ラストワン・スタンディング』（下記参照）を髣髴とさせる。

### レジェンダリー・マップパック
ダウンロード・コンテンツ第二弾。2008年4月15日配信。容量は411.34MB。
Avalanche (アバランチ)『Halo: Combat Evolved』のマップ「Sidewinder」のリメイク。
Ghost Town （ゴースト・タウン）タイトルとは裏腹に、キャンペーン・モードのシエラ117をイメージしたマップ。
Blackout （ブラックアウト）『Halo 2』のオンライン用マップ「Lockout」の忠実なリメイク。

### Halo3 Cold Storage マップ
ダウンロード・コンテンツ第三弾。2008年7月7日配信。容量は115.75MB
Cold Strage（コールド・ストレージ）『Halo: Combat Evolved』のマップ「Chill Out」のリメイク。
デルタヘイロー（05）のフラッド研究施設。施設から逃げ出したフラッドが施設の外部に巣を作っている。
また、広間の天井に巨大なモニター（2401 Penitent Tangentとは別のもの）が固定されており、プレイヤーの動きを監視している。

### 開発中ダウンロード・コンテンツマップ
Jodrell Bank
Purple Reign
Vandelay

## フォージ
フォージ（Forge）は、マルチプレイヤーマップ上のオブジェクトをカスタマイズするマルチプレイヤーゲームモードである。既存のマップを基に、オリジナルのマップを作成することが可能である。
具体的には「モニター」と呼ばれるキャラクターを操作してマップのオブジェクトを移動、追加することが可能であり、好みやテーマに応じたマップを造ることが可能となっている。ただし、オブジェクトやアイテムの追加には限度があり、ポイントによって制限が施されている。ポイントは自ら追加したオブジェクトなどを消すことによって回復する。
フォージと同時に通常のゲームも出来るため、ゲームをプレイしながらマップを調整することが出来るなど、実用性が高い。HALOシリーズはマシニマ作者が多用しているゲームソフトでもあり、このシステムはそういったユーザーを意識して作られたのかもしれない。
フォージの遊び方は人それぞれであり、無限大である。これらはオブジェクトを動かしているだけとはいえ、本作の新たなプレイスタイルを開拓していると言えるだろう。

## ファイルシェア
ファイルシェアは、Bungie.netを使い保存したゲームのフィルムやスクリーンショットを共有することが出来るサービスである。シアターでフィルムの鑑賞や編集、スクリーンショットを取ることが出来る
中にはスクープ級の写真や、笑いを誘う珍写などもあり、見ごたえがある。

## 公開ベータテスト
2007年4月10日、バンジースタジオは2007年5月16日から同年6月6日までマルチプレーヤーモードに関する公開ベータテストを実施するとアナウンスを行った。
ベータテストへの参加方法の一つに、同じくマイクロソフトより発売されるXbox 360用ゲームソフト『ライオットアクト』（Crackdown）を購入し、そのメニューよりベータテスト用プログラムをダウンロードする、というものがあった。
ベータテストは約82万人のユニークユーザーによってプレイされ、その累計プレイ時間は1200万時間に及ぶことが発表された。

## サウンド・トラック
詳細は『Halo 3 Original Soundtrack』の記事を参照。
ほとんどの曲がサントラ公式サイトで試聴可能である。

## トレイラー
HALOシリーズは前記のとおり、世界中から期待されている作品であり、発売までに数多くのトレイラー（予告編）が製作された。日本では発売直前に30秒バージョンのCMが流れただけであるが、米国では実写の予告編まで作成された。
HALO3 Announcement Trailer2006年度（発売の1年前）に公開された最初のトレイラー。
特にストーリーに関わったり、戦闘シーンがあるムービーではないが、これは 「『Halo 3』が発売される”」ということを発表することが前提だったとされる。このムービーは『Halo 3』の特設ウェブサイトにて視聴が可能である。日本語字幕はない。
Starry Night
米国で公開されたテレビコマーシャル。Starry Nightは星月夜の意。長さは1分間で、ESPNで公開された。マスターチーフの素顔が見られる唯一のムービーなのかもしれない。詳細に関しては脚注の項目を参照。
『Halo 3』の特設ウェブサイトにて視聴が可能。日本語字幕あり。
2007年度 E3トレイラー一番新しい予告編。最後に公開されたトレイラーである。特設サイトにて視聴が可能。
トレイラーの正式な名称は『A Hero Must Rise』。詳細は該当項目を参照。

### ライブアクション・ビデオ
ライヴ・アクション・ビデオ （Live Action Video）は上記の予告編とは異なり、ライブアクションの名前の通り実写のムービーである。バンジースタジオとWETAデジタルが共同で製作しており、監督はニール・ブロムカンプ。彼はピーター・ジャクソンのプロデュースによる映画版『Halo』の監督をすると目されていることから、これらのムービーは『Halo 3』の予告編というよりも、映画版『Halo』の予告として見るべきではないかとされる。
Arms Race（アームズ・レース）
具体的な内容は武器工場と戦いに備える海兵隊たちの様子を描いたもの。ハンドガンやワートホグ、ペリカン降下艇などの製造工程が描写されている。
Combat（コンバット）文字通り実写ムービーの戦闘編。
内容は『Halo 3』の序章という位置づけで、地球に降下するマスター・チーフを支援する海兵隊員とODST隊員の活躍を描いたもの。具体的には、二人のODSTが観測機を手に戦場を駆け回り、マスターチーフの降下地点を割り出すというもの。
これと下記のビデオのため、本物のワートホグが作成された。
Last One Standing（ラストワン・スタンディング）上記の『コンバット』に続くライブアクション・ビデオであり、ディスカバリーチャンネルで公開されたリアリティ番組。
海兵隊、ODST共に衣装や銃器といった小道具のデザインが緻密であり、ワートホグ、ペリカン、ファントム、バンシーなどの再現レベルもかなり高い。が、なぜか劇中のバトルライフルはフルオート射撃が可能なアサルトライフルとして描かれている（出典：en:Marketing for Halo 3#Live action videos）。

## ギャラリー

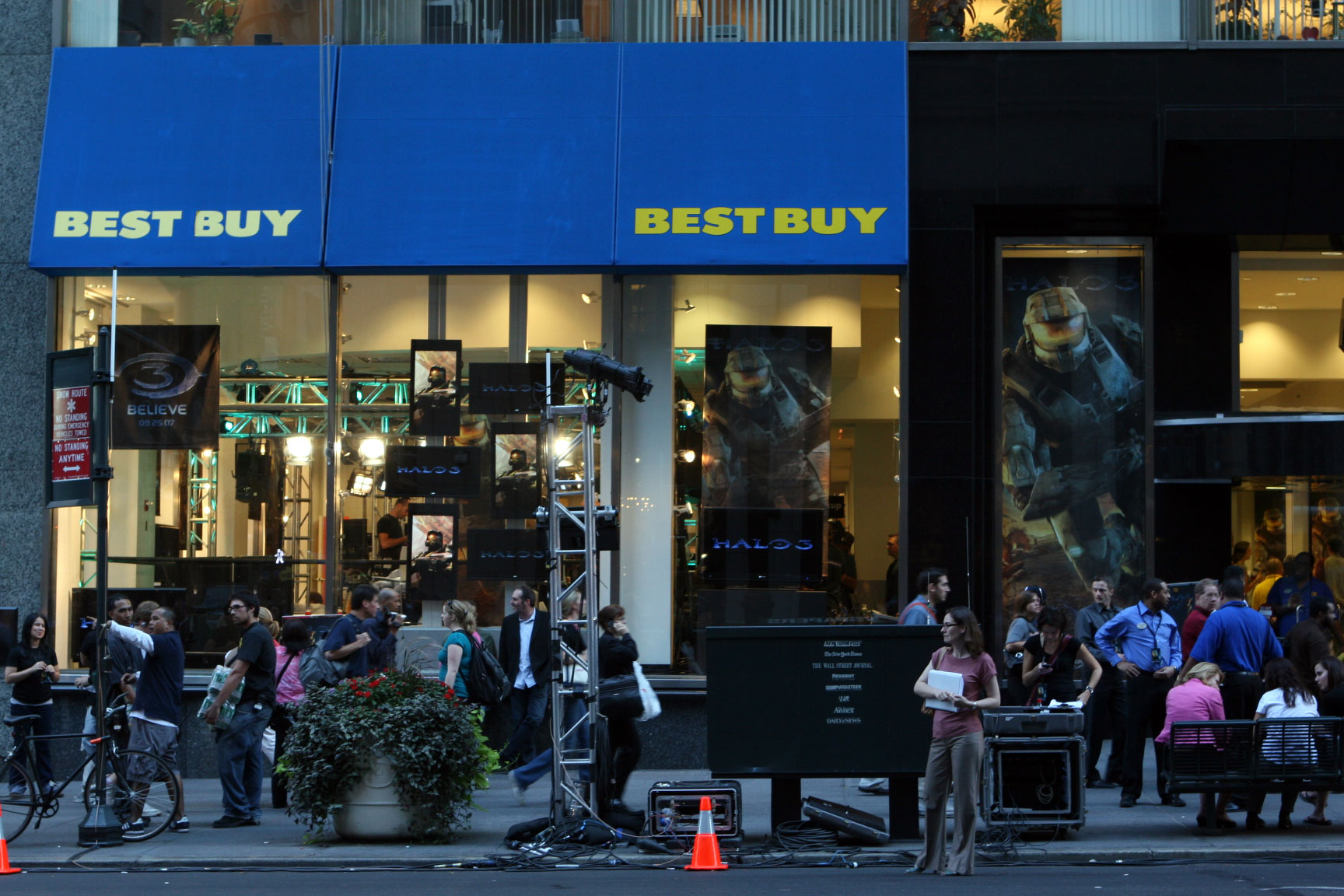
『Halo 3』一色に染まるニューヨークのベスト・バイ。
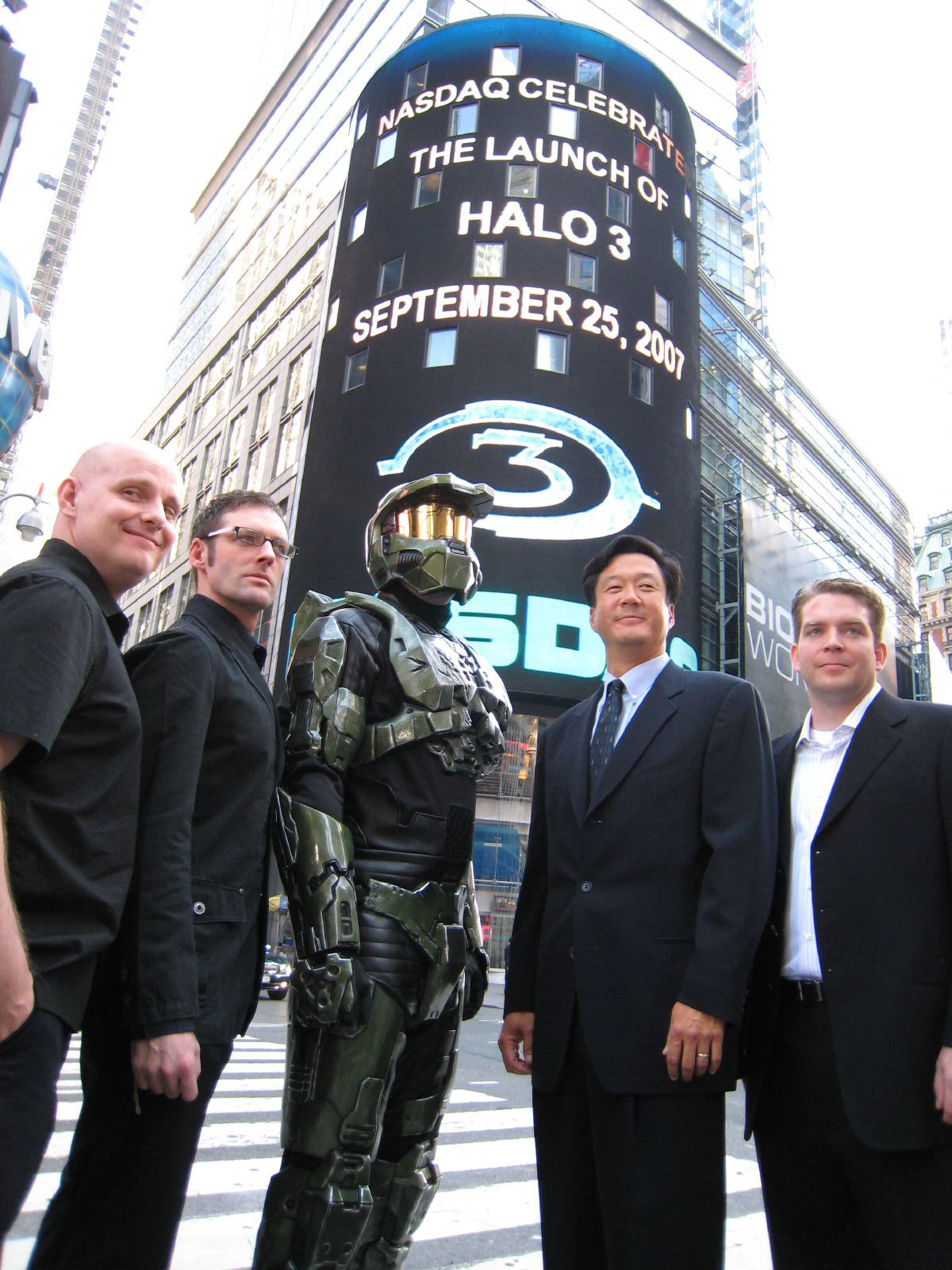
マスターチーフ、ニューヨーク・タイムズスクエアNASDAQビル前にて。
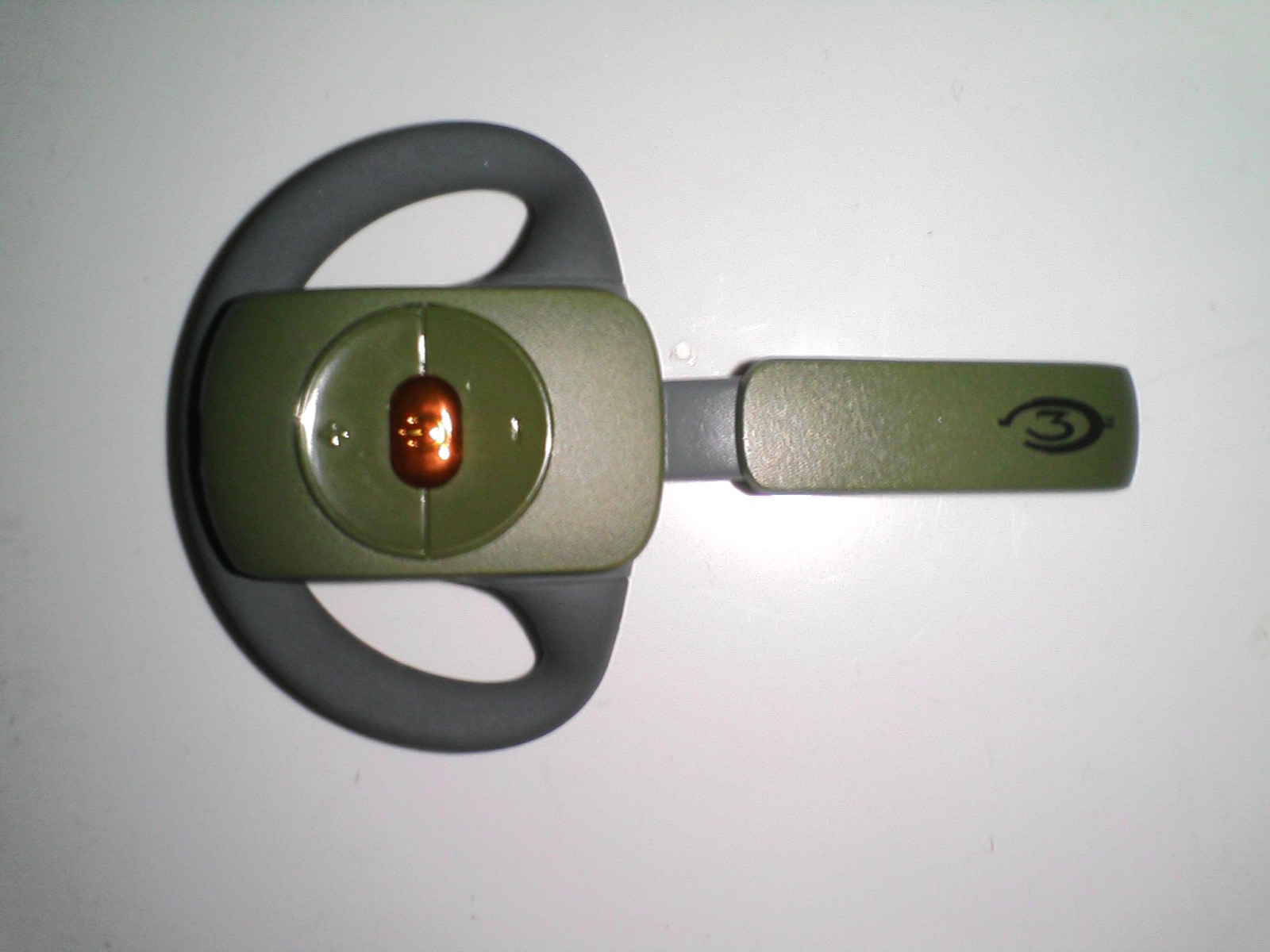
ヘッドセットの『Halo 3』ヴァージョン。
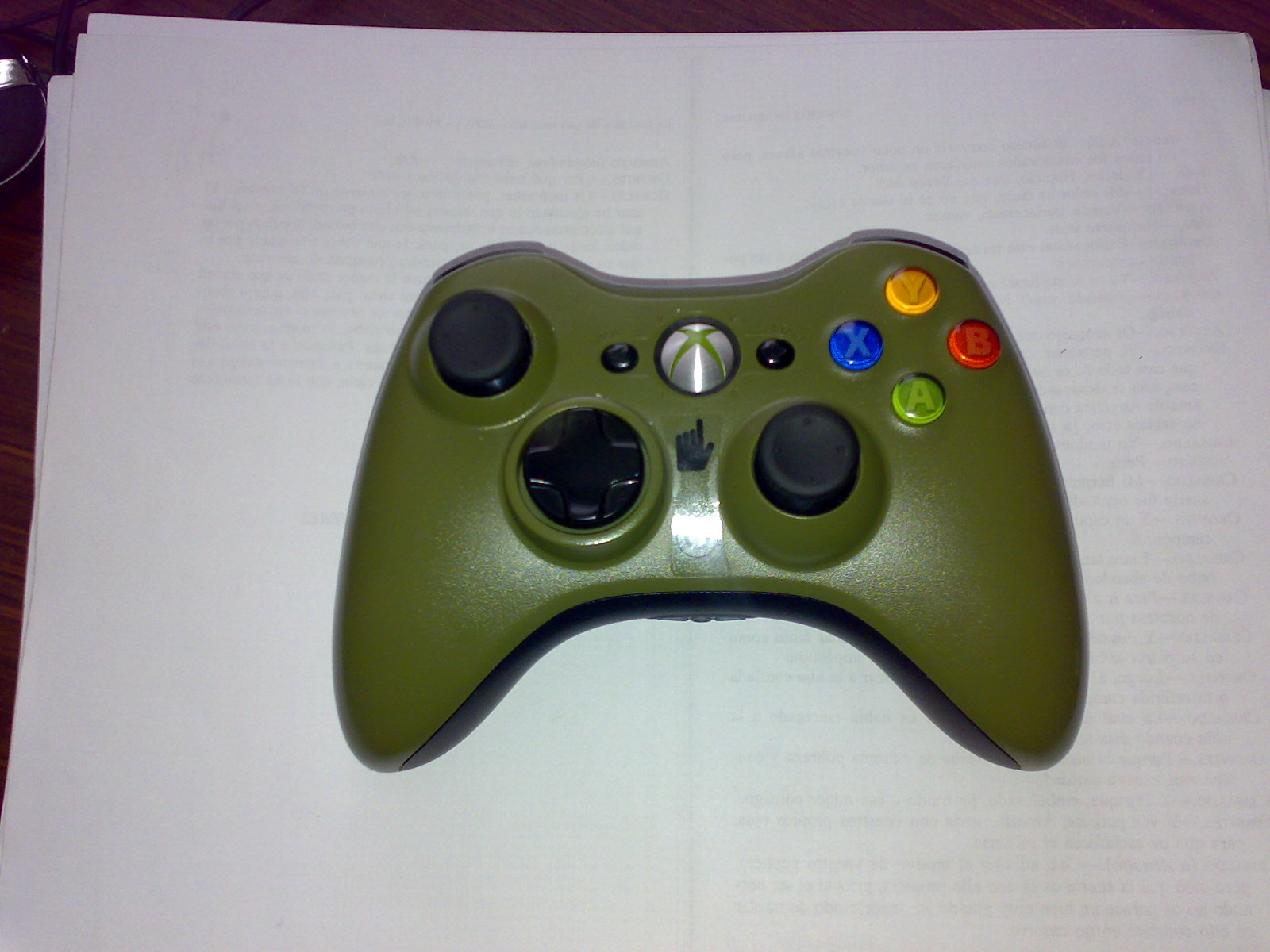
コントローラーの『Halo 3』ヴァージョン。

## キャスト
出典は『Halo 3』取り扱い説明書のp32 - p34である。

### オリジナル（英語）版キャスト
キャストには声優でない著名人がいる。ミランダ・キースの声優はジュリー・ベンツからジャスティス・ボルディングに、また、真実の預言者はマイケル・ウィンコットからテレンス・スタンプに変わった。
メインキャラクター
- マスターチーフ：スティーヴ・ダウンズ（en:Steve Downes）
- コルタナ：ジェン・タイラー（en:Jen Taylor）
- A.J.ジョンソン：デイヴィット・スカーリー（en:David Scully）
- ミランダ・キース：ジャスティス・ボルディング（en:Justis Bolding）
- テレンス・フッド：ロン・パールマン（en:Ron Perlman）
- アービター：キース・デイヴィッド（en:Keith David）
- 真実の預言者：テレンス・スタンプ（en:Terence Stamp）
- シップマスター：ロバート・デヴィ（en:Robert Davi）
- 343ギルティ・スパーク（モニター）：ティム・ダバド（en:Tim Dadabo）
- グレイヴマインド：ディー・ブラッドレイ・ベイカー（en:Dee Bradley Baker）

サブキャラクター
- 海兵隊軍曹：ネイサン・フィロン、ピート・スタッカー[注 8]
- 海兵隊たち：アダム・ボールドウィン、アラン・テュディック、デブラ・ウィルソン、スケルトン、Katee Sackhoff、ノーラン・ノース
- エリート：デヴィット・スカーリー
- グラント：クリス・エドガーリー、ジョゼフ・スタテン
- ブルート・チーフテン：ジョン・ディマジオ[注 9]
- ブルート：スティーヴン・ブルーム

### 日本語版キャスト
日本語版では戦闘が激しくテンポが速いため字幕を読む暇がないことから日本語に吹き替えられている。
- チーフ：谷昌樹
- コルタナ：小池亜希子
- ジョンソン：廣田行生
- ミランダ：木内レイコ
- フッド卿：秋元羊介
- アービター：松本大
- 真実の預言者：西村知道
- モニター：齋藤龍吾
- グレイヴマインド：西村知道（一人二役）
- 他：安元洋貴・佐藤晴男・間宮康弘・樫井笙人・笹田貴之・石上裕一・近野真昼・園部好德・斎藤恵理・斉藤貴美子・山口享佑子・櫛田泰道・矢部雅史・藤井啓輔・北沢力・中村悠一・四宮豪・梯篤司・山口清裕・前田俊文・高橋研二・上田陽司・稲葉実・乃村健次・真山亜子

## その他
- 『Halo 3』の発売から約一週間前、動画共有サイトYouTubeに『Halo 3』のエンディングがアップロードされたが、マイクロソフトの「著作権が侵害された」という申立てにより削除された（en:Halo 3#Marketing and releaseよりの抜粋）。

- 看板キャラクターとして人気のジョンソン軍曹だが、実はスタッフの中にもポール・ジョンソン（C. Paul Johnson）という人物がいる。彼は『メイキング・オブ・ヘイロー3』にも登場しており、スパイカーは軍用斧などから効果音を採取していると語っていた。彼の担当はサウンド・デザインとミュージック・エディットである[9]。ついでに、「ジョン」は（バンジースタジオに）4人以上いる。

- 本作は音声・テキスト共に完全日本語翻訳されているが、Xbox 360本体の言語を変更すると、テキストなどが変化する。

- マスターチーフはラスベガスにある蝋人形館マダム・タッソー館に仲間入りを果たしている[10]。マスターチーフはアメリカでは大変人気があるキャラクターであり、ファンの中にはミョルニル・アーマー（チーフのコスチューム）を製作し、コスプレをする者も多数存在する。

- 映画『地球が静止する日』に本作のポスターが映っている。本編序盤、少年ジェイコブの部屋に貼られていた。